# لويس رولدان
لويس رولدان هو سياسي إسباني، ولد في 16 أغسطس 1943 في سرقسطة في إسبانيا. نشط حزبياً في الحزب الاشتراكي العمالي الإسباني. وقد انتخب مدير عام الحرس المدني ‏.